# (11306) Åkesson
Pour les articles homonymes, voir Åkesson (homonymie).
(11306) Åkesson, désignation internationale (11306) Akesson, est un astéroïde de la ceinture principale.

## Description
(11306) Akesson est un astéroïde de la ceinture principale. Il fut découvert le 17 mars 1993 à La Silla par le programme UESAC. Il présente une orbite caractérisée par un demi-grand axe de 3,07 UA, une excentricité de 0,14 et une inclinaison de 5,9° par rapport à l'écliptique.

## Compléments